# Lucia Bassi
Lucia Bassi (12 dicembre 1936) è un'ex tennista italiana.
Vanta dieci presenze (una in singolare e nove in doppio) in Fed Cup,  ed è stata campionessa italiana, in singolare, nel 1972 (dieci titoli complessivi).

## Carriera
Nella sua lunga carriera ha vinto il Riviera Championship di Mentone (1957), il torneo di Cap d’Antibes (1958), gli Internazionali di Svizzera indoor a Ginevra (1958), il Torneo di Bilbao (1960), il torneo di Sankt Moritz (1967), quello di Crans-Montana (1973) e la Coupe Certina di Ginevra (1973).
Nei tornei del Grand slam ha raggiunto due volte il terzo turno agli Internazionali di Francia, nel 1959 e nel 1963; a Wimbledon ha raggiunto il terzo turno nel 1962 e agli Internazionali degli Stati Uniti il secondo turno, nel 1963.
Ha avuto una brillante carriera nel doppio, raggiungendo la semifinale al Roland Garros, nel 1963, in coppia con Francesca Gordigiani e il terzo turno, a Wimbledon, nel 1966. Tra le sue vittorie nei tornei spiccano i tre successi al Torneo di Monte Carlo: nel 1959, in coppia con l’ungherese Zsuzsa Körmöczy, nel 1972 e nel 1975, in coppia con Lea Pericoli. A Monte Carlo vanta anche altre tre finali, sempre nel doppio: nel 1966, in coppia con Maria Teresa Riedl, nel 1971, in coppia con Lea Pericoli e nel 1973, con Daniela Marzano. In doppio ha vinto anche cinque volte a Cannes, tra il 1959 e il 1962 e due volte a Nizza (1971 e 1975); vanta anche successi nel 1971 ad Antibes, e nel 1974, a Crans-Montana e al Fleming di Roma.
Nel doppio misto ha raggiunto il secondo turno a Wimbledon, nel 1973, e ha vinto il Torneo di Bilbao, in coppia con il brasiliano Edison Mandarino, nel 1960.
Oltre al titolo italiano assoluto, nel singolare, conquistato nel 1972, vanta anche sette titoli nel doppio: nel 1961 e nel 1969, in coppia con Maria Teresa Riedl; nel 1970, 1973, 1974 e 1975, in coppia con Lea Pericoli e nel 1972, in coppia con Monica Giorgi. Nel doppio misto ha vinto il titolo italiano nel 1960 e nel 1973, rispettivamente in coppia con Jacobini e Marzano.